# Tisifone
Tisifone (in greco antico: Τισιφόνη?, Tisiphónē) è un personaggio della mitologia greca ed era una delle Erinni o Furie insieme ad Aletto e Megera.

## Mitologia
Era incaricata di castigare i delitti di assassinio: parricidio, fratricidio, matricidio, omicidio.
Un mito racconta che si innamorò di Citerione, che uccise col morso di uno dei serpenti presenti sul suo capo.
Nel VI libro dell'Eneide di Virgilio Tisifone è rappresentata come uno dei guardiani dei cancelli del Tartaro.
Ne Il rapimento di Proserpina, Claudiano la pone a servizio di Plutone e la descrive mentre chiama le ombre alle armi pronte a muovere guerra a Giove in caso egli non concedesse una sposa al suo signore.
In suo onore è stato battezzato l'asteroide 466 Tisiphone, scoperto nel 1901.